# Victoire de la révélation
La Victoire de la révélation de l'année est une ancienne récompense musicale française décernée annuellement lors des Victoires de la musique entre 1997 et 2004. Elle venait primer le meilleur artiste ou groupe révélé durant l'année, selon les critères d'un collège de professionnels.

## Palmarès
- 1997 : Juliette
- 1998 : Lara Fabian
- 1999 : Faudel[1]
- 2000 : 113
- 2001 : Isabelle Boulay
- 2002 : Aston Villa
- 2003 : Natasha St-Pier
- 2004 : Kyo